# Culture (album)
Pour les articles homonymes, voir Culture (homonymie).
Albums de Migos
3 Way
(2016) Culture II
(2018)
Singles
1. Bad and Boujee
Sortie : 28 octobre 2016
2. T-Shirt
Sortie : 14 février 2017
3. Slippery
Sortie : 16 mai 2017

Culture, stylisé C U L T U R E, est le deuxième album studio du groupe américain Migos, paru le 27 janvier 2017.

## Accueil critique
Culture reçoit un accueil favorable de l'ensemble des critiques, obtenant un score de 79⁄100, sur la base de 18 critiques collectées sur Metacritic.

## Liste des pistes
| 1.    | Culture (featuring DJ Khaled)           | - Quavious Marshall - Kirshnik Ball - Kiari Cephus - Khaled Khaled - Dwan Avery - Jeffrey LaCroix | - DY - Tre Pounds                     | 2:33 |
| 2.    | T-Shirt                                 | - Marshall - Ball - Cephus - James Rosser, Jr. - Brandon Rackley - Trevon Campbell                | - Nard & B - XL Eagle                 | 4:02 |
| 3.    | Call Casting                            | - Marshall - Ball - Cephus - Tyron Douglas - Rubin Sanders                                        | - Buddah Bless - Bron Bron            | 3:52 |
| 4.    | Bad and Boujee (featuring Lil Uzi Vert) | - Marshall - Cephus - Robert Mandell - Symere Woods - Leland Wayne                                | - Metro Boomin - G Koop               | 5:43 |
| 5.    | Get Right Witcha                        | - Marshall - Ball - Cephus - Shane Lindstrom - Xavier Dotson                                      | - Murda Beatz - Zaytoven              | 4:17 |
| 6.    | Slippery (featuring Gucci Mane)         | - Marshall - Ball - Cephus - Grant Decouto - Joshua Parker - Radric Davis                         | - Deko - OG Parker                    | 5:04 |
| 7.    | Big on Big                              | - Marshall - Ball - Cephus - Dotson                                                               | Zaytoven                              | 4:50 |
| 8.    | What the Price                          | - Marshall - Ball - Ricky Harrell - Keanu Torres - William Gaskins                                | - Ricky Racks - Keanu Beats - 808Godz | 4:08 |
| 9.    | Brown Paper Bag                         | - Marshall - Ball - Cephus - Dotson                                                               | Zaytoven                              | 3:31 |
| 10.   | Deadz (featuring 2 Chainz)              | - Marshall - Ball - Cephus - Ronald LaTour - Tauheed Epps                                         | Cardo                                 | 4:34 |
| 11.   | All Ass                                 | - Marshall - Ball - Cephus - Nathaniel Caserta                                                    | Purps                                 | 4:54 |
| 12.   | Kelly Price (featuring Travis Scott)    | - Marshall - Ball - Courtney Elkins - Jared Jackson - Jacques Webster                             | - Cash Clay Beats - Deraj Global      | 6:03 |
| 13.   | Out Yo Way                              | - Marshall - Ball - Cephus - Caserta - Joshua Cross                                               | - Purps - Cassius Jay                 | 4:48 |
| 58:20 |                                         |                                                                                                   |                                       |      |

## Classement hebdomadaire
| Classement (2017)                   | Meilleure position |
| ----------------------------------- | ------------------ |
| États-Unis (Billboard 200)          | 1                  |
| États-Unis (Top R&B/Hip-Hop Albums) | 1                  |
| France (SNEP)                       | 44                 |